# Abraham Samzelius
Abraham Samzelius, född 14 mars 1723 i Hardemo socken, död 8 september 1773 i Bodarne socken (nuvarande Ramundeboda), var en svensk präst och botaniker.
Abraham Samzelius var son till kontraktsprosten och kyrkoherden Abraham Samzelius. Han blev student vid Uppsala universitet 1745 och prästvigdes 1752. Efter olika prästerliga förordnanden blev han apologist i Örebro 1761 och utnämndes till kyrkoherde i Bodarne socken 1768. Samzelius författade skrifter över Närkes historia och topografi samt började uppläggandet av "Archivum Nericiense" i Örebro skola. Han fick namnet "Nerikesflorans fader" för det främst för skolundervisningen avsedda, med Carl von Linnés imprimatur försedda arbetet Blomster krants af de allmännaste och märkwärdaste uti Neriket befintliga växter hopflätader (1760). Det är ett utdrag ur "flora Nericiensis", som förvaras som manuskript i Örebro högre allmänna läroverks bibliotek. Samzelius utgav bland annat även Swenska diurens slägtenamn på latin och swenska (1762, nytryck av Adolf Noreen 1903) och Beskrifning på svenska Färgegräsen (1765).